# Les contes d'Hoffmann
Những câu chuyện của Hoffmann (tên gốc tiếng Pháp: Les contes d'Hoffmann) là một vở opera của Jacques Offenbach. Các lời kịch bằng tiếng Pháp được viết bởi Jules Barbier, dựa trên những truyện ngắn của E.T.A. Hoffmann, cũng là tên của nhân vật chính trong vở opera (trong truyện nhân vật chính là tác giả).
Barbier cùng với Michel Carré đã viết một vở kịch Les contes fantastiques d'Hoffmann, Offenbach đã xem vở diễn tại nhà hát Odeon ở Paris vào năm 1851.
Vở Opera dựa trên các mẫu truyện: Die Gesellschaft im Keller, Der Sandmann, Die Abendteuer der Sylvester-Nacht, Rath Krespel, và Das verlorene Spiegelbild.

## Lịch sử
Vở Opera lần đầu công diễn nhưng không có màn 'Giulietta' là vào tháng 10 năm 1881 tại nhà hát Opéra-Comique. Nó được trình diễn đầy đủ trọn vẹn tại nhà của Offenbach, số 8 Boulevard des Capucines vào ngày 18 tháng 5 năm 1879, với sự tham gia của Madame Franck-Duvernoy trong vai ca sĩ soprano, Auguez vai Hoffmann và Émile-Alexandre Taskin trong cả bốn vai phản diện, với Edmond Duvernoy chơi ở vị trí piano và dàn đồng ca của đạo diễn Albert Vizentini. Giám đốc nhà hát Ringtheater ở Vienna, Franz von Jauner cũng có mặt, và một phiên bản gồm 4 màn này sau đó cũng được dàn dựng ở Vienna vào ngày 8 tháng 12 năm 1881.

## Các vai diễn
| Vai                           | Chất giọng    | Diễn viên trong buổi diễn đầu tiên, 10/2/1881 (Nhạc trưởng: Jules Danbé) | Hoàn tất với 'màn Giulietta', 7/12/1881 (Nhạc trưởng: Joseph Hellmesberger, Jr.) |
| ----------------------------- | ------------- | ------------------------------------------------------------------------ | -------------------------------------------------------------------------------- |
| Hoffmann, nhà thơ             | tenor         | Jean-Alexandre Talazac                                                   |                                                                                  |
| Olympia, búp bê cơ khí        | soprano       | Adèle Isaac                                                              |                                                                                  |
| Antonia, cô gái trẻ           | soprano       | Adèle Isaac                                                              |                                                                                  |
| Giulietta, gái giang hồ       | soprano       |                                                                          |                                                                                  |
| Stella, ca sĩ                 | soprano       | Adèle Isaac                                                              |                                                                                  |
| Lindorf, Coppélius, Miracle   | bass-baritone | Émile-Alexandre Taskin                                                   |                                                                                  |
| Dapertutto                    | bass-baritone |                                                                          |                                                                                  |
| Andrès, Cochenille, Frantz    | tenor         | Pierre Grivot                                                            |                                                                                  |
| Pitichinaccio                 | tenor         |                                                                          |                                                                                  |
| Crespel, cha của Antonia      | bass          | Hippolyte Belhomme                                                       |                                                                                  |
| Hermann, sinh viên            | bass          | Teste                                                                    |                                                                                  |
| Wolfram, sinh viên            | bass          | Piccaluga                                                                |                                                                                  |
| Wilhem, sinh viên             | bass          | Collin                                                                   |                                                                                  |
| Luther                        | bass          | Troy                                                                     |                                                                                  |
| Nathanaël, sinh viên          | tenor         | Chennevières                                                             |                                                                                  |
| Nicklausse                    | mezzo-soprano | Marguerite Ugalde                                                        |                                                                                  |
| Muse thần nàng thơ            | mezzo-soprano | Mole-Truffier                                                            |                                                                                  |
| Peter Schlémil, yêu Giulietta | bass          |                                                                          |                                                                                  |
| Spalanzani, nhà phát minh     | tenor         | E. Gourdon                                                               |                                                                                  |
| Giọng mẹ của Antonia          | soprano       | Dupuis                                                                   |                                                                                  |
| Những sinh viên và khách      |               |                                                                          |                                                                                  |

## Tóm tắt

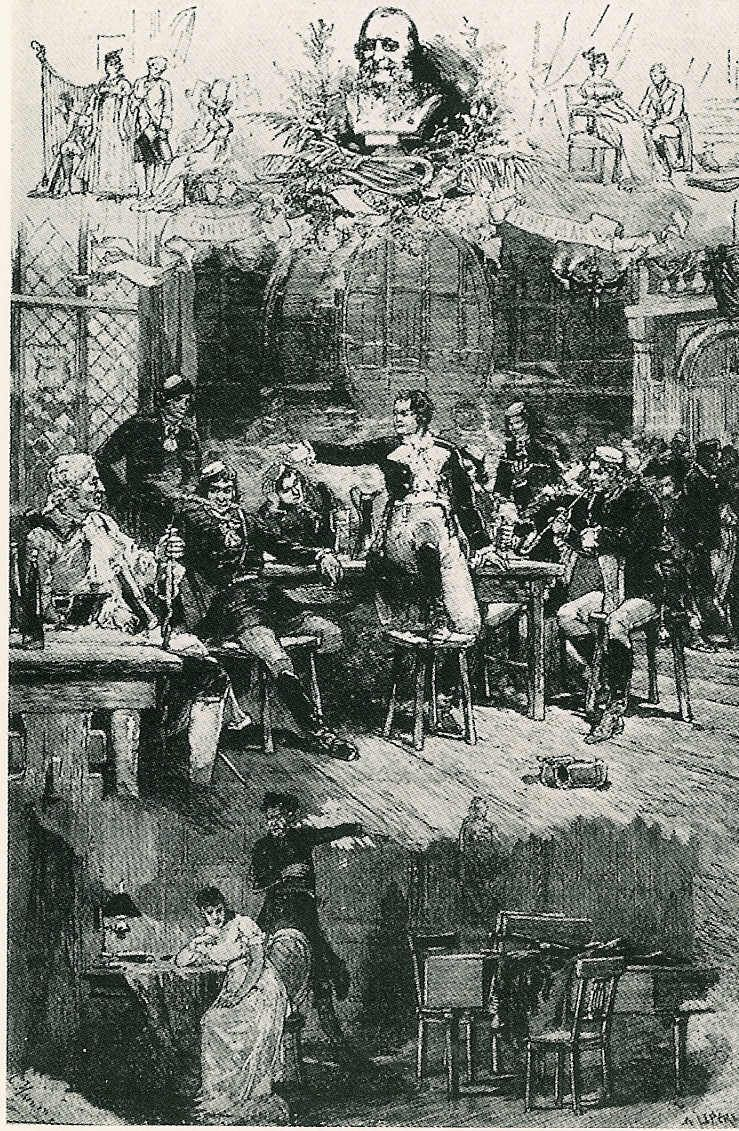
Một cảnh trong The Tales of Hoffmann

### Dẫn nhập: Hoffmann
Quán rượu của Luther
Trong một quán rượu ở Nuremberg, Muse nàng thơ xuất hiện và tiết lộ cho khán giả về mục đích của cô là thu hút sự chú ý của Hoffmann cho riêng mình, và Muse kêu gọi sự trợ giúp tinh thần của rượu và bia làm cho anh ta từ bỏ tất cả các niềm đam mê khác để anh hoàn toàn chỉ dành riêng cho cô: thơ.
Bên kia quán rượu, trong nhà hát Opera, người ta đang diễn vở Don Giovanni của Mozart với vị trí ca sĩ chính prima donna do cô gái Stella xinh đẹp đảm nhiệm. Stella yêu Hoffmann nhưng cô lại bị đối thủ của Hoffmann là ông hội viên hội đồng Lindorf theo đuổi. Stella nhờ người hầu Andrès mang một lá thư cho Hoffmann, trong thư cô tỏ tình với Hoffmann và đề nghị anh đến gặp mình trong phòng thay đồ sau buổi diễn. Lá thư và chìa khóa phòng đã bị ông hội đồng Lindorf chặn lại (Dans les rôles d'amoureux langoureux), đây là hóa thân đầu tiên của cái ác trong vở opera này, thần báo ứng của Hoffmann. Lindorf mưu tính sẽ thay thế Hoffmann tại điểm hẹn này.
Vở diễn kết thúc, đám đông sinh viên huyên náo đổ về quán rượu. Họ cùng nâng cốc chúc mừng Stella. Hoffmann và bạn thân của anh là Nicklausse bước vào quán. Đám đông yêu cầu anh hát một bài. Hoffmann đáp lại lời yêu cầu bằng một khúc ballad kể về truyền thuyết chú lùn Kleinzach (Il ètait une fois à la Cour d'Eisenach), nhưng hát nữa bài thì tâm trí của anh lại lạc vào một giấc mơ về người phụ nữ anh từng yêu. Đám sinh viên cắt đứt sự mơ mộng của anh và yêu cầu anh hát tiếp bài hát về chú lùn.
Hoffmann và đám đông yêu cầu Luther mang thêm rượu và bia. Lúc này, anh bắt gặp Lindorf và nhận biết hắn là kẻ thù của mình. Hoffmann mắng hắn và gọi hắn là tay sai của quỷ dữ. Anh cho rằng quỷ dữ mang lại những điềm gỡ, và làm tổn hại đến tình yêu. Đám đông lại yêu cầu Hoffmann kể về những người tình của mình. Anh đồng ý kể cho họ nghe về 3 mối tình, người đầu tiên là Olympia.

### Màn 1: Olympia
Trong nhà của tiến sĩ Spalanzani
Người yêu đầu tiên của Hoffmann là Olympia, một người máy được tạo ra bởi nhà khoa học Spalanzani. Hoffmann đã yêu cô ấy mà không biết rằng Olympia chỉ là một con búp bê cơ khí (Allons! Courage et confiance...Ah! vivre deux!). Nicklausse là người biết sự thật về Olympia nên đã hát một câu chuyện về con búp bê cơ khí nhưng trông giống như một con người để cảnh báo Hoffmann nhưng bị anh ta phớt lờ (une poupée aux yeux d'email). Coppélius là người đồng sáng tạo ra Olympia và trong màn này chính là hóa thân của thần báo ứng, đã bán cho Hoffmann một kính ma thuật khi đeo vào thì thấy Olympia như là một người phụ nữ thực sự (J'ai des yeux).
Olympia hát một đoạn aria rất nổi tiếng của opera, Les oiseaux dans la charmille (tiếng Việt: Bài ca búp bê), trong đoạn này, Olympia đang hát thì ngừng lại và phải được lên dây cót mới có thể tiếp tục được. Hoffmann bị lừa tin rằng tình cảm của mình được đền đáp, và Nicklausse thì cố gắng cảnh báo bạn mình một cách tế nhị (Voyez-la sous son éventail). Trong khi nhảy múa với Olympia, Hoffmann làm rơi kính của mình xuống đất. Cùng lúc đó, Coppélius xuất hiện và chặt đứt Olympia làm đôi, để trả đũa vì đã bị Spalanzani lừa trong việc trả tiền công. Đám đông cười chế giễu Hoffmann và anh nhận ra rằng người yêu của mình là một người máy.

### Màn 2: Antonia
Antonia hát một bài tình ca não nùng, tưởng nhớ đến người mẹ đã chết là một ca sĩ nổi tiếng.
Cha cô, Crespel, đã đưa Antonia đi với hy vọng kết thúc chuyện tình cảm của cô với Hoffmann và cầu xin cô hãy ngừng hát: Antonia bị yếu tim và nếu cố sức thì sẽ gây nguy hiểm đến tính mạng.
Hoffmann đến và Antonia cùng hát với anh cho đến khi cô gần như lả đi. Crespel trở về, lo lắng bởi sự xuất hiện của tay bác sĩ lang băm Miracle, người đã chữa cho vợ Crespel vào ngày bà qua đời. Bác sĩ tuyên bố ông ta có thể chữa cho Antonia nhưng Crespel tống khứ hắn ra khỏi nhà. Hoffmann, nghe lỏm được cuộc trò chuyện của họ nên đã đề nghị Antonia từ bỏ ca hát và cô miễn cưỡng đồng ý.
Không lâu sau thì bác sĩ Miracle quay trở lại và thuyết phục Antonia vẫn tiếp tục việc ca hát. Ông gọi hồn giọng nói của mẹ cô và cho là mẹ cô muốn con gái của bà phải sống lại những vinh quang nổi tiếng của mình. Antonia không thể cưỡng lại. Giọng ca của cô, kèm với tiếng violon điên cuồng của Miracle, càng lúc càng cuồng nhiệt cho đến khi cô ngã vật xuống. Miracle lạnh lùng tuyên bố Antonia đã chết.

### Màn 3: Giulietta
Venice
Ả điếm Giulietta người vùng Veneto cùng hát với Nicklausse (cũng tức là nàng thơ Muse của Hoffmann) một khúc hát chèo đò (Barcarolle). Một bữa tiệc đang diễn ra, và Hoffmann đang ca ngợi một cách chế diễu những lạc thú của xác thịt. Khi Giulietta giới thiệu với Hoffmann người yêu hiện tại của cô là Schlémil, thì Nicklausse đã cảnh báo Hoffmann nên đề phòng sự quyến rũ của ả điếm này nhưng Hoffmann phủ nhận là anh ta không có bất kỳ hứng thú nào với cô ta. Thuyền trưởng gian ác Dapertutto mua chuộc Giulietta ăn cắp cái bóng (hình ảnh phản chiếu từ gương) của Hoffmann cho hắn với lời hứa sẽ thưởng cho cô một viên kim cương - cũng tương tự như việc cô đã làm với Schlémil trước đó.
Hoffmann sắp khởi hành, Giulietta đã cám dỗ anh phải thú nhận tình cảm của mình đối với cô. Schlémil trở lại và buộc tội Giulietta đã rời bỏ anh để theo Hoffmann, lúc này thì Hoffmann đã phát hiện ra 1 sự thật kinh hoàng là anh đã bị mất cái bóng của mình. Schlémil thách đấu với Hoffmann và bị giết chết. Hoffmann lấy chìa khóa vào phòng của Giulietta từ Schlémil nhưng căn phòng hoàn toàn trống rỗng. Lúc trở về anh thấy Giulietta đang bỏ đi trong vòng tay của tên lùn Pitichinaccio. Hoffmann cho Dapertutto biết là người bạn Nicklausse của anh ta sẽ đến và cứu anh ta. Dapertutto chuẩn bị một ly rượu độc để giết Nicklausse, nhưng Giulietta uống nhầm và chết trong vòng tay của nhà thơ.

### Phần kết
Tại quán rượu ở Nuremberg'
Hoffmann đang say rượu và thề sẽ không bao giờ yêu một lần nữa, anh giải thích rằng Olympia, Antonia, và Giulietta ba khía cạnh của cùng một người, Stella. Họ đại diện một cách tương ứng cho hình ảnh một cô gái trẻ, một ca sĩ, và một ả điếm của prima donna Stella. Khi Hoffmann nói rằng ông không muốn yêu nữa, Nicklausse tiết lộ chính anh là nàng thơ Muse và yêu cầu Hoffmann: "Hãy tái sinh thành một nhà thơ. Em yêu anh, Hoffmann! Hãy là của em!". Sự kỳ diệu của thơ ca đã đến với Hoffmann và anh hát O Dieu! de quelle ivresse một lần nữa, kết thúc với "Muse, người anh yêu, anh là của em!!" Tại thời điểm này, Stella người đang mệt mỏi vì chờ đợi Hoffmann đến điểm hẹn với mình, bước vào quán và nhìn thấy anh ta đang say rượu. Nhà thơ nói cô nên đi đi ("Vĩnh biệt, anh sẽ không theo em, bóng ma, nỗi ám ảnh của quá khứ"), và Lindorf, người đã chờ đợi trong bóng tối bước ra.
Nicklausse giải thích Stella rằng Hoffmann không còn yêu cô ấy nữa, nhưng Lindorf thì vẫn luôn mong đợi cô. Một số sinh viên vào quán để uống thêm, trong khi Stella và Lindorf cùng nhau ra về.

## Barcarolle
Barcarolle là một điệu hát chèo đò của người xứ Venice. Trong vở opera này, đoạn "Barcarolle" (Belle nuit, ô nuit d'amour) xuất hiện trong màn 4 (Giulietta). Ban đầu đoạn aria này được Offenbach viết với tựa Song Elves dùng trong vở opera Die Rheinnixen (Les fées du Rhin) được biểu diễn tại Viên vào ngày 08/2/1864 chứ không phải cho vở Les contes d'Hoffmann. Offenbach chết khi vở Les contes d'Hoffmann chưa được hoàn tất. Ernest Guiraud đã hoàn thành phần bè và viết đoạn nói lối cho buổi diễn ra mắt và tích hợp đoạn trích Barcorolle từ một vở opera đã bị lãng quên trước đó của Offenbach vào vở opera này.
Barcarolle đã truyền cảm hứng cho nhà soạn nhạc người Anh Kaikhosru Shapurji Sorabji sáng tác Passeggiata veneziana sopra la Barcarola di Offenbach (1955-1956). Moritz Moszkowski cũng đã viết một chuyển biên từ đoạn này.
Barcarolle đã được sử dụng trong nhiều bộ phim, bao gồm cả phim Life Is Beautiful (Cuộc sống tươi đẹp) và Titanic. Nó cũng truyền cảm hứng cho Elvis Presley sáng tác bài hát "Tonight Is So Right For Love" trong phim G.I. Blues (1960).

## Các phiên bản khác nhau

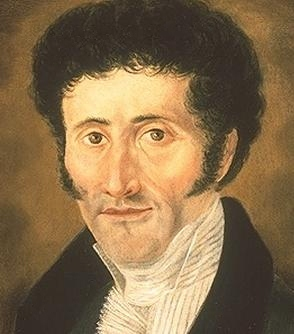
E. T. A. Hoffmann (1776–1822)

Offenbach đã không sống để kịp xem vở opera của mình được công diễn chỉ hơn bốn tháng sau khi ông qua đời vào ngày 5 tháng 10 năm 1880. Trước khi chết, Offenbach đã hoàn thành phần bè cho đàn piano và sắp xếp các đoạn mở đầu và màn 1. Do ông vẫn chưa viết xong tác phẩm của mình, cho nên xuất hiện nhiều phiên bản khác nhau của vở opera này.
Các thay đổi chính thường gặp phải là:
- Bổ sung phần nhạc mà Offenbach chưa hoàn tất:

Thông thường đạo diễn sẽ chọn một trong 2 đoạn aria trong màn Giulietta:
"Scintille, Diamant", dựa trên âm hưởng từ khúc dạo đầu trong 1 vở opera khác của Offenbach "Journey to the Moon"
"Sextet" (đôi khi còn gọi là "Septet") không rõ nguồn gốc xuất xứ, nhưng có chứa các yếu tố của Barcarolle.
- Thay đổi thứ tự của các màn:

Ba màn độc lập với nhau, kể những câu chuyện khác nhau về cuộc sống của Hoffmann (ngoại lệ có 1 điểm đề cập về Olympia trong màn Antonia), do đó có thể dễ dàng được hoán đổi mà không ảnh hưởng đến tổng thể của cốt truyện. Offenbach đề nghị trình tự Dẫn nhập - Olympia - Antonia - Giulietta - Phần kết, nhưng trong thế kỷ 20 vở diễn thường được thực hiện với màn Giulietta trước màn Antonia. Chỉ đến gần đây thì thứ tự ban đầu mới được khôi phục, và ngay cả bây giờ cũng vẫn chưa phổ biến. Lý do chuyển đổi là màn Antonia làm hoàn hảo âm nhạc hơn.
- Đặt tên các màn:

Ngoài ra, việc chỉ định các màn cũng đang tranh cãi. Học giả người Đức Josef Heinzelmann, và một số người khác, ủng hộ số gọi phần dẫn nhập prologue là màn 1, và phần kết Epilogue là màn 5, Olympia là màn 2, Antonia là màn 3, và Giulietta là màn 4.
- Thay đổi cốt truyện:

Vở opera này đôi khi được trình diễn (ví dụ như trong buổi ra mắt tại Opéra-Comique) mà không có toàn bộ màn Giulietta, tuy nhiên đoạn Barcarolle nổi tiếng từ màn này được đưa vào màn Antonia, và đoạn aria của Hoffmann "Amis l'Amour! Tendre et rêveur" đã được đưa vào phần kết. Năm 1881, khi vở opera lần đầu tiên được trình diễn tại Vienna, màn Giulietta đã được khôi phục, nhưng sửa đổi để nhân vật ả điếm không bị chết do bị ngộ độc thuốc vào cuối màn mà trốn thoát bằng 1 chiếc thuyền gondola cùng với Pitichinaccio. Cách kết thúc này đã được diễn một lần duy nhất, kể từ đó gần như không có trường hợp thay đổi tương tự.
- Thay đổi cuộc đối thoại từ nói thường sang nói lối, kết quả trong việc loại bỏ các một số màn:

Do trong thể loại Opera-Comique một số phần nguyên bản có rất nhiều cuộc đối thoại đôi khi được thay thế bằng đoạn nói lối để kéo dài vở opera vì một số màn đã bị bỏ đi (xem ở trên).
- Thay đổi số ca sĩ trình diễn:

Offenbach dự định có bốn vị trí soprano được diễn bởi một ca sĩ, trong các vai Olympia, Giulietta và Antonia là ba khía cạnh của Stella. Tương tự như vậy, bốn nhân vật phản diện (Lindorf, Coppelius, Miracle, và Dapertutto) sẽ cùng được thực hiện bởi một ca sĩ giọng baritone-bass, bởi vì họ đều là những biểu hiện của cái ác. Việc sử dụng 2 ca sĩ để đóng bốn nhân vật phản diện là khá phổ biến, ngoài ra hầu hết các buổi biểu diễn thường sử dụng nhiều ca sĩ soprano cho vị trí các nhân vật nữ chính. Điều này là do khả năng của mỗi diễn viên khác nhau cần thiết cho từng vai diễn: nhân vật Olympia đòi hỏi ca sĩ phải có một giọng nữ màu sắc (coloratura soprano) với kỹ năng hát những nốt cao trung tốt, Antonia được viết bằng một giọng trữ tình hơn, và Giulietta thường được thực hiện bởi một giọng nữ kịch tính (dramatic soprano) hoặc giọng nữ trung (mezzo-soprano). Khi cả ba vai (bốn nếu vai nhỏ nhưng quan trọng của Stella được tính) được thực hiện bởi một giọng nữ soprano duy nhất trong buổi biểu diễn, điều này được xem là một trong những thách thức lớn nhất. Các ca sĩ soprano nổi tiếng đã từng cố gắng diễn tất cả ba vai là: Karan Armstrong, Dame Josephine Barstow, Ninon Vallin, Beverly Sills, Anja Silja, Edita Gruberová, Carol Vaness, Catherine Malfitano, Ruth Ann Swenson, and Virginia Zeani. Joan Sutherland, Josephine Barstow, Elizabeth Futral, and Elena Moșuc diễn cả bốn vai.
Một phiên bản gần đây bao gồm cả phần nhạc do chính Offenbach viết đã được phục hồi bởi học giả người Pháp chuyên nghiên cứu Offenbach, Jean-Christophe Keck. Một vở diễn thành công của phiên bản này được trình diễn tại Nhà hát lớn Lausanne (Thụy Sĩ). Tuy nhiên, hầu hết các nhà sản xuất vẫn thích phiên bản truyền thống được công bố bởi Choudens, với các bổ sung từ một phiên bản được chuẩn bị bởi Fritz Oeser, vì các lý do tài chính. Một phiên bản gần đây của Michael Kaye đã được thực hiện vào năm 2007 tại Opéra National de Lyon và the Hamburg State Opera với Elena Moşuc hát trong các vai Olympia, Antonia, Giulietta, và Stella.
Một lời giải thích đầy đủ về các phiên bản khác nhau, cũng như một bản dịch của các kịch bản (libretto) sang tiếng Anh, IPA và bản dịch sang tiếng Anh từ các nguồn văn bản đã được xuất bản.

## Chuyển thể thành phim
- Hoffmanns Erzählungen (1916) một phim câm do đạo diễn Richard Oswald thực hiện.
- The Tales of Hoffmann (1951) một bộ phim của Anh được viết, đạo diễn và sản xuất bởi Michael Powell và Emeric Pressburger.